# Patnongon
Patnongon ist eine philippinische Stadtgemeinde in der Provinz Antique. Sie hat 37.176 Einwohner (Zensus 1. August 2015).

## Baranggays
Patnongon ist politisch unterteilt in 36 Baranggays.
| - Alvañiz - Amparo - Apgahan - Aureliana - Badiangan - Bitas - Carit-an - Cuyapiao - Villa Elio - Gella - Igbarawan - Igbobon | - Igburi - La Rioja - Mabasa - Macarina - Magarang - Magsaysay - Padang - Pandanan - Patlabawon - Poblacion - Quezon - Salaguiawan | - Samalague - San Rafael - Tobias Fornier - Tamayoc - Tigbalogo - Villa Crespo - Villa Cruz - Villa Flores - Villa Laua-an - Villa Sal - Villa Salomon - Vista Alegre |

## Persönlichkeiten
Der Tiroler Theologe Louis Zotz wirkte in Patnongon als Priester und in Sozialprojekten,